# Mount Rigel
Mount Rigel ist mit 1910 m der höchste Berg des Orion-Massivs in der Nähe der Rymill-Küste des Palmerlands auf der Antarktischen Halbinsel.
Das UK Antarctic Place-Names Committee benannte ihn 1976 nach Rigel, dem hellsten Stern im Sternbild Orion.